# Chronologische Liste der Streckenelektrifizierung der Deutschen Reichsbahn
Dies ist eine Chronologische Liste der Streckenelektrifizierung der Deutschen Reichsbahn der einstigen Deutschen Länderbahn und der Deutschen Reichsbahn bis 1945. Für die Streckenelektrifizierungen in Niederschlesien siehe auch Elektrischer Bahnbetrieb in Schlesien. Aufgelistet sind lediglich Strecken der Deutschen Reichsbahn und der Länderbahnen bis 1920 ohne die mit Stromschiene betriebenen Gleichstromstrecken in Berlin und Hamburg. Für diese Betriebe existieren tabellarische Übersichten unter Geschichte der Berliner S-Bahn und S-Bahn Hamburg. Die privat erbauten und später zumeist in das Eigentum der Reichsbahn überführten elektrischen Lokalbahnen befinden sich in der Liste umelektrifizierter Eisenbahnstrecken und in der Liste ehemals elektrifizierter Eisenbahnstrecken. Die besonders im Bereich von Knotenpunkten reichlich zu findenden reinen Güterbahnen sind der Übersichtlichkeit halber nur aufgelistet, wenn sie von Bedeutung sind, werden aber gegebenenfalls in den Anmerkungen erwähnt.

## Länderbahnzeit
Die Geschichte des elektrischen Antriebs von Schienenfahrzeugen im Gebiet der deutschen Länder war zunächst von räumlich weit auseinanderliegenden Schwerpunkten der ersten Einsätze geprägt. Es gab hier nach den erstmaligen Experimenten mit kleineren Schienenfahrzeugen und Straßenbahnen vielfache Versuche mit unterschiedlichen Stromsystemen, mit dem Ziel, das beste Verfahren für den elektrischen Betrieb auf Vollbahnen zu ermitteln.

### Erste Versuche auf Vollbahnen
Die erste wesentliche bekannte Unternehmung erfolgte im Jahr 1903 auf der vier Kilometer langen Zweigbahn Schöneweide–Spindlersfeld der Berlin-Görlitzer Eisenbahn-Gesellschaft mit Oberleitung und Wechselstrom von 6000 Volt und einer Frequenz von 25 Hz unter der Leitung der Union-Elektricitäts-Gesellschaft (UEG).
In Bayern wurden ab 1905 erste Erfahrungen mit dem Betrieb mit Einphasenwechselstrom auf der privat betriebenen Ammergaubahn gesammelt. Ein erster, jedoch erfolgloser Versuch wurde mit einer Spannung von 800 V und einer Frequenz von 40 Hz durchgeführt, danach bis 1951/1955 mit 5000 bzw. 5500 V und 16 Hz.
In Südbaden wurde 1913 auf der Wiesen- und Wehratalbahn ein 47 Kilometer umfassendes Streckennetz mit einer Oberleitung für Einphasenwechselstrom von 15 kV und 15 Hz ausgestattet, wobei begünstigend eine Versorgung von dem nahen Wasserkraftwerk Wyhlen möglich war. Zudem sprach auch der 3,2 Kilometer lange Fahrnauer Tunnel der Wehratalbahn für einen Einsatz von Elektrozügen.

### Netz-Ausweitungen des elektrischen Betriebs
Für die Hamburg-Altonaer Stadt- und Vorortbahn wurde ab 1907 das auf der Berliner Versuchsstrecke Schöneweide–Spindlersfeld verwendete System mit 6.300 Volt und 25 Hz übernommen und bis 1955 beibehalten, wobei ab 1940 eine schrittweise Umstellung auf Gleichstrom mit seitlicher Stromschiene und einer Spannung von 1,2 kV erfolgte, bei parallelem Betrieb beider Systeme auf der nunmehrigen „S-Bahn Hamburg“ bis 1955.
In Bayern erfolgte für den Staatsbahnbetrieb 1908 ein Landtagsbeschluss mit dem Zweck, Mittel für die Elektrifizierung von Gebirgsbahnstrecken im Raum Garmisch-Partenkirchen und im ehemaligen Landkreis Berchtesgaden bereitzustellen. Anders als in Preußen wurde dabei die elektrische Energie ausschließlich aus Wasserkraft gewonnen. Ab 1912 konnten so die Mittenwaldbahn und ab 1913 die Außerfernbahn als erste echte Vollbahnstrecken in Süddeutschland elektrisch betrieben werden. Die Bahnstrecken Freilassing–Bad Reichenhall und Bad Reichenhall–Berchtesgaden folgten 1914, mussten jedoch im August 1914 wieder eingestellt werden und wurden erst am 1. August 1916 mit eigenen Lokomotiven für den Dauerbetrieb eröffnet.
Nach den ersten Betriebserfahrungen auf der Strecke Bitterfeld–Dessau wurde in Preußen ab 1913 am Aufbau eines elektrischen Netzes in Mitteldeutschland gearbeitet, das mit elektrischer Energie aus dem Braunkohle-Bahnkraftwerk Muldenstein versorgt wurde. Fest geplant war die Elektrifizierung der Verbindung Magdeburg–Dessau–Leipzig–Halle. Nach der Inbetriebnahme der Strecke bis Wiederitzsch vor den Toren Leipzigs einschließlich von Abschnitten des Leipziger Güterrings war für August 1914 die Inbetriebnahme des elektrischen Betriebs im Leipziger Hauptbahnhof und auf der Strecke nach Halle beabsichtigt. Mit Ausbruch des Ersten Weltkriegs wurde der elektrische Betrieb jedoch eingestellt, der kupferne Fahrdraht zur Verwendung in der Rüstung abgebaut und der Strom aus dem Kraftwerk Muldenstein für die Industrie verwendet. Die Fahrzeuge wurden nach Niederschlesien umbeheimatet, wo ab dem 1. Juni 1914 der vielversprechende elektrische Fahrbetrieb auf einer Gebirgsbahn (Niedersalzbrunn-Halbstadt) eingeführt wurde.
Insgesamt gab es im Deutschen Reich 1914 ein 264 Kilometer umfassendes Länderbahn-Netz mit elektrischem Betrieb.

### Vereinbarung eines einheitlichen elektrischen Systems
In Voraussicht auf eine spätere Vereinigung der Teilnetze wurde 1912 von den Verwaltungen der Bayerischen Staatseisenbahnen, der Badischen Staatseisenbahnen und der Preußisch-Hessischen Eisenbahngemeinschaft im „Übereinkommen betreffend die Ausführung elektrischer Zugförderung“ vereinbart, ihre Vollbahnen ausschließlich mit Einphasenwechselstrom 15 kV 16⅔ Hz zu elektrifizieren.
Folglich wurden ab 1912 – sieht man von der meterspurigen Schmalspurbahn Klingenthal–Sachsenberg-Georgenthal (Musikwinkel, Königreich Sachsen) ab – alle Länderbahnstrecken mit diesem System elektrifiziert oder, sofern eine zeitnahe Anpassung aus technischer Sicht nicht möglich war, zu einem späteren Zeitpunkt umgestellt.
| Datum         | Strecke zwischen den Bahnhöfen                                     | Teil der Gesamtverbindung                                                           | Länge (km) | Anmerkungen |
| ------------- | ------------------------------------------------------------------ | ----------------------------------------------------------------------------------- | ---------- | --- |
| 14. Aug. 1903 | Niederschöneweide-Johannisthal–Spindlersfeld                       | Schöneweide–Spindlersfeld                                                           | 4          | Versuchsstrecke 6000 V 25 Hz |
| 15. Nov. 1906 | Versuchsbahn bei Oranienburg                                       | eigenständige Strecke                                                               | 1,76       | * ovale Ringstrecke neben der Berliner Nordbahn * 6000 V 25 Hz |
| 15. Jan. 1908 | Berchtesgaden–Staatsgrenze–Hangender Stein                         | Berchtesgaden–Hangender Stein (–Salzburg)                                           | 12,6       | * Kilometerangabe über die Landesgrenze hinaus bis zum Bahnhof Hangender Stein (A). * 1000 V Gleichspannung * 1938 stillgelegt.                                                                                                   |
| 29. Jan. 1908 | Blankenese–Ohlsdorf                                                | Hamburg-Altonaer Stadt- und Vorortbahn                                              | 26,62      | * 6300 V 25 Hz; Blankenese–Altona (ca. 9 km) bereits seit 1. Oktober 1907 elektrisch * ab 15. Juli 1940 (inzwischen S-Bahn Hamburg) zusätzlicher paralleler und ab 22. Mai 1955 reiner Gleichstrombetrieb.                        |
| 29. Mai 1909  | Berchtesgaden Königsseer Bahnhof–Königssee (Oberbay)               | Königsseebahn                                                                       | 4,31       | * Gleichstrombetrieb 1000 V * 1942 Umstellung auf Wechselstrom 15 kV 16⅔ Hz. * Streckenstilllegung formell 1971, tatsächlich 1966.                                                                                                |
| 18. Jan. 1911 | Bitterfeld–Dessau Hbf                                              | (Magdeburg–) Dessau–Leipzig (–Halle)                                                | 25,6       | * 5 kV 15 Hz, ab März 1911 10 kV 15 Hz, ab 1913 15 kV 16⅔ Hz. * stillgelegt am 8. August 1914. * Wiederinbetriebnahme am 25. Januar 1922.                                                                                         |
| 1. Mai 1911   | Altona Hbf–Altona Kai                                              | Altona Hauptbahnhof – Altona Kai                                                    | 1,7        | * 3000 V 25 Hz; * 1954 eingestellt |
| 28. Okt. 1912 | Garmisch–Mittenwald–Scharnitz (Grenze)                             | Innsbruck–Garmisch-Partenkirchen                                                    | 22,98      | 15 kV 15 Hz; ab April 1922 16⅔ Hz |
| 29. Mai 1913  | Garmisch–Griesen (Grenze)–Reutte in Tirol                          | Garmisch-Partenkirchen–Kempten (Außerfernbahn)                                      | 14,85      | 15 kV 15 Hz; ab April 1922 16⅔ Hz |
| 13. Sep. 1913 | Basel Bad Bf–Schopfheim–Zell (Wiesental)/Säckingen                 | Basel Bad Bf–Schopfheim–Zell (Wiesental)/Säckingen                                  | 48,42      | * 15 kV, 15 Hz; ab Dez. 1936 16⅔ Hz. * Ende des elektrischen Zugbetriebes Schopfheim–Säckingen am 23. Mai 1971. |
| 5. Dez. 1913  | Bitterfeld–Delitzsch Berliner Bahnhof (=unterer Bahnhof)           | Dessau–Leipzig                                                                      | 11,8       | * stillgelegt am 8. August 1914. * Wiederinbetriebnahme am 22. Sep. 1921. |
| 1. Mai 1914   | Leipzig-Wahren–Leipzig-Schönefeld                                  | Leipzig-Wahren–Engelsdorf                                                           | 13,4       | * Güterzugstrecke * stillgelegt am 8. August 1914. * Wiederinbetriebnahme am 25. Januar 1921. |
| 1. Juni 1914  | Delitzsch Berliner Bahnhof–Neuwiederitzsch                         | Dessau–Leipzig                                                                      | 14,2       | * stillgelegt am 8. August 1914. * Wiederinbetriebnahme am 22. Sep. 1921. |
| 1. Juni 1914  | Nieder Salzbrunn – Bad Salzbrunn – Fellhammer – Halbstadt          | Nieder Salzbrunn–Halbstadt                                                          | 34,49      | 1945 demontiert, Strecke ab 1945 polnisch |
| 1. Jan. 1916  | Freiburg (Schlesien) – Nieder Salzbrunn – Dittersbach – Gottesberg | Breslau Freiburger Bf–Waldenburg                                                    | 27,9       | 1945 demontiert, Strecke ab 1945 polnisch |
| 14. Mai 1916  | Klingenthal–Sachsenberg-Georgenthal                                | Klingenthal–Sachsenberg-Georgenthal                                                 | 4,113      | * Spurweite: 1000 mm * 650 V Gleichspannung, ab 1956 600 V * 1964 stillgelegt. |
| 1. Aug. 1916  | Salzburg–Freilassing–Bad Reichenhall–Berchtesgaden                 | Salzburg–Freilassing, Freilassing–Bad Reichenhall und Bad Reichenhall–Berchtesgaden | 40,36      | * Aufnahme des elektrischen Zugbetriebes mit Elektrolokomotiven EP 3/6 * bereits ab 15. April 1914 vorläufig elektrisch, jedoch am 3. August 1914 wieder eingestellt. * 5,6 km der Gesamtlänge auf österreichischem Staatsgebiet. |
| 1. Apr. 1917  | Freiburg (Schlesien) – Königszelt                                  | Breslau Freiburger Bf–Waldenburg                                                    | 9,2        | 1945 demontiert, Strecke ab 1945 polnisch |
| 22. Okt. 1919 | Gottesberg – Ruhbank                                               | Waldenburg–Görlitz                                                                  | 13,3       | 1945 demontiert, Strecke ab 1945 polnisch |
| 8. Dez. 1919  | Ruhbank – Merzdorf (Schlesien)                                     | Waldenburg–Görlitz                                                                  | 6,3        | 1945 demontiert, Strecke ab 1945 polnisch |

## 1920er Jahre
Nach Unterbrechung der Elektrifizierungstätigkeit im Ersten Weltkrieg wurde sie in den 1920er Jahren umso zügiger betrieben. Zunächst wurden die Strecken in Mitteldeutschland entsprechend den Vorkriegsplanungen umgestellt. Als Anfang 1924 das Walchenseekraftwerk in Betrieb genommen wurde, konnte sich Bayern nunmehr von Stromlieferungen aus Österreich unabhängig machen und in der Folge das elektrische Eisenbahnnetz unter der Leitung von Oskar von Miller massiv ausbauen. Gegen Ende des Jahrzehnts waren die meisten von München ausgehenden Strecken elektrifiziert. Zudem wurden 1927/28 die bisher abgelegenen Bahnstrecken Freilassing–Bad Reichenhall und Bad Reichenhall–Berchtesgaden von München her über Rosenheim und Traunstein angeschlossen. Zwischen München und Salzburg oder dem Berchtesgadener Land verkürzte sich die Reisezeit von vier Stunden auf drei Stunden und 15 Minuten, was vor allem dem Fremdenverkehr in Oberbayern förderlich gewesen sein soll. Waren zum Jahresende 1925 etwa 1000 km bei der Reichsbahn im elektrischen Betrieb, so waren es zwei Jahre später knapp über 1200 km und Ende 1929 etwa 1500 km. Dabei war das Netz in Bayern mit 700 Kilometern am umfangreichsten, gefolgt von den Strecken zwischen Görlitz und Breslau im schlesischen Gebirge mit 390 Kilometern. Die Elektrifizierung erwies sich als kapitalaufwendige, aber lohnende Investition: Gegenüber dem Dampflokomotivbetrieb konnte die Reichsbahn bei Schnellzügen 13 Prozent, bei Personenzügen 18 Prozent und bei Güterzügen sogar 29 Prozent an Fahrzeit einsparen. Bedingt durch den Mangel an Finanzmitteln erfolgte die Elektrifizierung jedoch langsamer, als es in jener Zeit bei anderen europäischen Bahnen der Fall war. 1929 wurden bei der Reichsbahn nur 3 Prozent des Streckennetzes elektrisch betrieben, während es bei den Österreichischen Bundesbahnen 15 Prozent, bei den Schwedischen Staatsbahnen 18 Prozent und bei den Schweizerischen Bundesbahnen sogar 57 Prozent waren. Letztlich verhinderte die Finanzlage der Deutschen Reichsbahn noch weitergehende Vorhaben wie den Lückenschluss im mitteldeutschen Netz zwischen Halle und Magdeburg oder die von der Reichsbahndirektion Karlsruhe geprüfte Elektrifizierung der Rheintalbahn Basel–Karlsruhe und weiter nach Heidelberg.
| Datum         | Strecke zwischen den Bahnhöfen                                             | Teil der Gesamtverbindung                                                    | Länge (km)        | Anmerkungen |
| ------------- | -------------------------------------------------------------------------- | ---------------------------------------------------------------------------- | ----------------- | --- |
| 16. Jan. 1920 | Merzdorf (Schlesien) – Schildau (Bober)                                    | Waldenburg–Görlitz                                                           | 5,6               | 1945 demontiert, Strecke ab 1945 polnisch |
| 21. Juni 1920 | Schildau (Bober) – Hirschberg (Rsgb)                                       | Waldenburg–Görlitz                                                           | 5,1               | 1945 demontiert, Strecke ab 1945 polnisch |
| 25. Jan. 1921 | Leipzig-Wahren–Leipzig-Schönefeld                                          | Leipzig-Wahren–Engelsdorf                                                    | 13,4              | * Güterzugstrecke * zweite Elektrifizierung * 1946 demontiert. |
| 17. Aug. 1921 | Ruhbank – Landeshut (Schlesien) – Liebau (Schlesien)                       | Ruhbank–Liebau                                                               | 16,10             | 1945 demontiert, Strecke ab 1945 polnisch |
| 22. Sep. 1921 | Leipzig Hbf–Bitterfeld                                                     | Leipzig–Dessau (–Biederitz–Magdeburg)                                        | 32,7              | * Zweite Elektrifizierung * Eröffnungsdatum bezieht sich auf die Spannungszuschaltung. Bügelfahrt am 23. Sep. 1921 * Betriebsaufnahme Anfang Oktober 1922. * 1946 demontiert.                                                    |
| 25. Jan. 1922 | Bitterfeld–Dessau Hbf                                                      | Leipzig–Dessau (–Biederitz–Magdeburg)                                        | 25,6              | * Zweite Elektrifizierung * Spannungszuschaltung am 23. Jan. 1922 * Betriebsaufnahme am 9. April 1922. * 1946 demontiert. |
| 15. Apr. 1922 | Hirschberg (Rsgb) – Lauban                                                 | Waldenburg–Görlitz                                                           | 51,9              | 1945 demontiert, Strecke ab 1945 polnisch, wieder elektrifiziert 1986 |
| 1. Juni 1922  | Leipzig Hbf–Halle (Saale) Hbf                                              | Leipzig Hbf–Wiederitzsch–L.-Wahren–Halle                                     | 37,7              | * Inbetriebnahme Halle (Saale) Güterbahnhof am 26. Feb. 1923 * 1946 demontiert. |
| 28. Sep. 1922 | Leipzig-Schönefeld–Engelsdorf                                              | Leipzig-Wahren–Engelsdorf                                                    | 1,5               | * Güterzugstrecke * Bügelfahrt am 29. Sep. 1922 * Betriebsaufnahme am 8. Okt. 1922. * 1946 demontiert. |
| 25. Jan. 1923 | Dessau Hbf–Roßlau Pbf–Zerbst                                               | Leipzig–Dessau–Biederitz (–Magdeburg)                                        | 18,1              | * Güterzugbetrieb Dessau–Roßlau mit zeitgleicher Inbetriebnahme von Güterzuggleisen (Roßlau Pbf–Roßlau Gbf: 1,3 km * Roßlau Vorbf–Roßlau Gbf: 1,2 km) * Spannungszuschaltung und Bügelfahrt am 19. Dez. 1922. * 1946 demontiert. |
| 1. Feb. 1923  | Zerbst–Güterglück                                                          | Leipzig–Dessau–Biederitz (–Magdeburg)                                        | 8,3               | * Spannungszuschaltung und Bügelfahrt zeitgleich mit Dessau–Zerbst am 16. Mai 1923. * 1946 demontiert. |
| 15. Feb. 1923 | Hirschberg (Rsgb) Abzw. Boberbrücke – Grünthal (Polaun)                    | Hirschberg–Polaun                                                            | 48,93             | 1945 teilweise demontiert, Strecke ab 1945 polnisch, ab 1987 (bis Szklarska Poręba Górna): 3 kV = (Zackenbahn 2010 wieder in Betrieb)                                                                                            |
| 1. Juli 1923  | (1) Güterglück–Magdeburg Hbf (2) Magdeburg Abzweig Elbbrücke–Rothensee Rbf | (1) Leipzig–Dessau–Biederitz–Magdeburg (2) Magdeburg-Rothensee–Magdeburg Hbf | (1) 34,4 (2) 2,63 | * Spannungszuschaltung am 16. Mai 1923 * Güterzugbetrieb Roßlau–Rothensee am 12. Februar 1924 aufgenommen. * 1946 demontiert. |
| 1. Sep. 1923  | Lauban – Görlitz                                                           | Waldenburg–Görlitz                                                           | 25,58             | 1945 demontiert, Strecke ab 1945 polnisch |
| 12. März 1924 | Ohlsdorf–Poppenbüttel                                                      | (Blankenese–) Ohlsdorf–Poppenbüttel                                          | 5,82              | * 6300 V 25 Hz * Umstellung auf Gleichstrom ab 22. April 1940 |
| 20. März 1924 | Görlitz – Schlauroth Rbf                                                   | Schlauroth Rbf–Görlitz                                                       | 3,24              | * Gütergleise />* 1945 teiweise demontiert |
| 23. Feb. 1925 | Garmisch-Partenkirchen–Weilheim (Oberbay)–Tutzing–München Hbf              | Garmisch-Partenkirchen–München                                               | 100,42            | |
| 4. März 1925  | Tutzing–Staltach–Kochel                                                    | Tutzing–Kochel                                                               | 35,47             | |
| 16. März 1925 | München Hbf–Gauting                                                        | Garmisch-Partenkirchen–München                                               | 18,80             | Vorortgleise |
| 1. Mai 1925   | Weilheim (Oberbay)–Peißenberg                                              | Weilheim–Peißenberg                                                          | 8,94              | Einstellung des elektrischen Zugbetriebes am 8. April oder 22. Juli 1982. |
| 1. Juli 1925  | Rothensee Rbf–Magdeburg Hbf                                                | Magdeburg-Rothensee–Magdeburg Hbf                                            | 5,90              | * Gütergleise * nach anderen Angaben 8. August 1925; * 1946 demontiert |
| 8. Aug. 1925  | München-Pasing–Herrsching                                                  | München-Pasing–Herrsching                                                    | 30,94             | nach anderen Angaben 27. Mai 1925 |
| 3. Okt. 1925  | München Hbf–Freising–Landshut (Bay)                                        | München–Regensburg                                                           | 76,06             | * andere Angabe: 4. Oktober 1925. * bis Freising (40,65 km) bereits seit 21. Sep. 1925 elektrisch. * erstmals auf dem Gebiet der RBD Regensburg (17,56 km).                                                                      |
| 21. Dez. 1925 | Staltach Abzweig–Penzberg Gbf–Penzberg Pbf                                 | –                                                                            | 3,23              | * Güterbahn * 1962 abgeschaltet, danach abgebaut. |
| 1. Feb. 1926  | München-Moosach–München-Laim–München-Pasing                                | –                                                                            | 8,58              | Güterbahn |
| 23. Apr. 1926 | Feldmoching–München-Milbertshofen–München Ost Rbf                          | Feldmoching–München Ost                                                      | 16,72             | Güterbahn |
| 3. Okt. 1926  | Landshut (Bay)–Neufahrn (Niederbay)                                        | München–Regensburg                                                           | 23,16             | |
| 1. Jan. 1927  | Verbindungsstrecken Halle (Saale) Gbf                                      | –                                                                            | 6,9               | 1946 demontiert |
| 3. Jan. 1927  | (1) München Hbf –München Süd–München Ost Pbf (2) München-Laim–München Süd  | (1) München–Rosenheim (–Kufstein/ –Salzburg) (2) München-Laim–München Süd    | (1) 9,77 (2) 4,73 | Güterbahn München-Laim–München Süd |
| 12. Apr. 1927 | München Ost Pbf–Grafing–Rosenheim                                          | München–Rosenheim (–Kufstein/ –Salzburg)                                     | 54,99             | München Ost–Grafing (27,9 km) bereits seit 19. März 1927 elektrisch. |
| 15. Mai 1927  | Neufahrn (Niederbay)–Regensburg Hbf                                        | München–Regensburg                                                           | 38,91             | nach anderen Angaben 11. Mai 1927 |
| 15. Juli 1927 | Rosenheim –Staatsgrenze–Kufstein                                           | (München–) Rosenheim–Kufstein                                                | 34,21             | 2,34 km auf österreichischem Gebiet |
| 17. Aug. 1927 | München Ost Rbf                                                            | –                                                                            | –                 | |
| 2. Okt. 1927  | München Hbf–Maisach                                                        | München–Augsburg                                                             | 24,82             | |
| 17. Okt. 1927 | Maisach–Nannhofen                                                          | München–Augsburg                                                             | 6,16              | erstmals auf dem Gebiet der RBD Augsburg (4,63 km) |
| 21. Okt. 1927 | München Ost Pbf–München Ost Rbf                                            | –                                                                            | 2,36              | Verbindungsgleis |
| 21. Okt. 1927 | München-Johanneskirchen–Ismaning (2)                                       | –                                                                            | 7,18              | |
| 28. Jan. 1928 | Breslau Freiburger Bf. – Königszelt                                        | Breslau Freiburger Bf–Waldenburg                                             | 48,31             | 1945 demontiert, Strecke ab 1945 polnisch, wieder elektrifiziert 1966 (3 kV =) |
| 27. März 1928 | Rosenheim –Traunstein                                                      | Rosenheim–Salzburg                                                           | 53,31             | |
| 3. Apr. 1928  | Lauban – Kohlfurt                                                          | Kohlfurt–Lauban                                                              | 21,75             | 1945 demontiert, Strecke ab 1945 polnisch, ab 1986: 3 kV = |
| 20. Apr. 1928 | Traunstein–Freilassing                                                     | Rosenheim–Salzburg                                                           | 29,56             | Kilometerangabe 29,56 bis zur Staatsgrenze hinter Freilassing zuzüglich 5,6 km bis Salzburg. 28,4 km bis Freilassing. |
| 22. Juni 1928 | Lauban – Marklissa                                                         | Lauban–Marklissa                                                             | 10,81             | 1945 demontiert, Strecke ab 1945 polnisch |

## 1930er Jahre
Bedingt durch die Weltwirtschaftskrise kam die Elektrifizierung ab Ende der 1920er Jahre praktisch zum Stillstand. Dass angesichts der schlechten Finanzlage bei der Reichsbahn dennoch die Verbindung über Augsburg nach Stuttgart in Angriff genommen werden konnte, war dem Umstand zu verdanken, dass die Reichsregierung zur Eindämmung der Arbeitslosigkeit die Verzinsung des Baukapitals übernahm und Mittel der Arbeitslosenversicherung bereitstellte. Außerdem konnte durch die Ausweitung nach Württemberg die Auslastung der bayerischen Kraftwerke am Walchensee und an der mittleren Isar verbessert werden. Durch ein Darlehen des Landes Württemberg konnten bis 1939 weitere Strecken im Stuttgarter Vorortverkehr auf elektrischen Betrieb umgestellt werden. Die Fortführung der Elektrifizierung über Stuttgart hinaus nach Karlsruhe kam wegen Bedenken der Wehrmacht bezüglich der Grenznähe zu Frankreich hingegen nicht zustande. Stattdessen konnte dank Darlehenszuschuss bis 1934 endlich der aus wirtschaftlichen und betrieblichen Gründen dringend notwendige Lückenschluss im mitteldeutschen Netz zwischen Magdeburg und Halle vollendet werden.
Als im süddeutschen Raum die Strecke von München über Augsburg nach Stuttgart elektrifiziert wurde, lag es nahe, auch die Verbindung über Treuchtlingen nach Nürnberg umzustellen. Die im Mai 1935 eröffnete Strecke war nicht nur Versuchsstrecke für verschiedene Fahrleitungsbauarten für bis zu 160 km/h Höchstgeschwindigkeit, sondern auch ein erstes Teilstück einer Planung, die sich an der damaligen Achsenpolitik orientierte und in der Losung „Elektrisch von Berlin nach Reggio di Calabria“ mündete. Bereits seit den 1920er Jahren gab es Voruntersuchungen, um die drei Netze in Bayern, Mitteldeutschland und Schlesien miteinander zu verbinden. Neben der Strecke Nürnberg–Saalfeld–Halle/Leipzig war auch die Elektrifizierung der Strecken Leipzig/Dresden–Hof–Regensburg/Nürnberg und Leipzig–Dresden–Görlitz vorgesehen. Dabei gab es Überlegungen, den Strom mit Hilfe von Bahnstromumformerwerken direkt aus dem öffentlichen Netz zu beziehen oder alternativ direkt Landesstrom mit der Frequenz von 50 Hertz zu entnehmen. Zur Erforschung letztgenannter Technologie wurde 1936 die Höllental- und Dreiseenbahn im Schwarzwald mit Industriefrequenzstrom 20 kV 50 Hz elektrifiziert. Da Mehrsystemfahrzeuge noch nicht bekannt waren, hätte dessen Anwendung zwischen Berlin und München jedoch ein mehrmaliges Umspannen der Elektrolokomotiven bedeutet, so dass die Verbindung über die steigungsreiche Frankenwaldbahn doch nur mit 15 kV 16⅔ Hz elektrifiziert wurde.
| Datum         | Strecke zwischen den Bahnhöfen                                                                | Teil der Gesamtverbindung                                                                           | Länge (km)                    | Anmerkungen |
| ------------- | --------------------------------------------------------------------------------------------- | --------------------------------------------------------------------------------------------------- | ----------------------------- | --- |
| 15. Mai 1931  | Nannhofen–Augsburg Hbf                                                                        | München–Augsburg                                                                                    | 30,91                         | |
| 9. Dez. 1932  | Hirschberg (Rsgb) – Zillerthal-Erdmannsdorf – Schmiedeberg (Rsgb) – Landeshut (Schlesien)     | Hirschberg–Landeshut                                                                                | 38,8                          | 1945 demontiert, Strecke ab 1945 polnisch |
| 15. Mai 1933  | (1) Augsburg Hbf–Ulm Hbf (2) Stuttgart Hbf–Esslingen (Neckar) (3) Stuttgart Hbf–Ludwigsburg   | (1) Augsburg–Ulm (–Stuttgart) (2) (Augsburg–) Ulm–Stuttgart (3) Stuttgart–Ludwigsburg               | (1) 85,97 (2) 13,46 (3) 13,93 | * Erstmals auf dem Gebiet der RBD Stuttgart (Augsburg–Ulm: 0,97 km bis Ulm Hbf) * Längenangabe Stuttgart–Esslingen bezieht sich auf die Ferngleise * Längenangabe für die gleichzeitig elektrifizierten, parallel verlaufenden Vorortgleise: 13,21 km * Stuttgart–Ludwigsburg: Vorortgleise. |
| 1. Juni 1933  | (1) Esslingen (Neckar)–Plochingen–Ulm Hbf (2) Kornwestheim–Stuttgart-Untertürkheim            | (1) (Augsburg–) Ulm–Stuttgart (2) Kornwestheim–Stuttgart-Untertürkheim                              | (1) 80,17 (2) 10,67           | Güterumgehungsbahn Kornwestheim–Stuttgart-Untertürkheim |
| 1. Juni 1934  | (1) München Hbf–Dachau (2) Stuttgart Hbf–Kornwestheim Rbf                                     | (1) München–Dachau (2) Stuttgart–Ludwigsburg                                                        | (1) 17,80 (2) 9,27            | Gütergleise Stuttgart–Kornwestheim |
| 29. Juni 1934 | Zillerthal-Erdmannsdorf – Krummhübel                                                          | Zillerthal-Erdmannsdorf–Krummhübel                                                                  | 6,9                           | 1945 demontiert, Strecke ab 1945 polnisch |
| 2. Juli 1934  | Leipzig-Wahren–Leipzig Magdeburg-Thüringer Bf.                                                | Leipzig Hbf–Leipzig-Wahren                                                                          | 6,44                          | 1946 demontiert |
| 30. Juli 1934 | München-Laim–München-Allach                                                                   | –                                                                                                   | 6,20                          | Güterbahn |
| 7. Okt. 1934  | Plochingen–Tübingen                                                                           | Plochingen–Immendingen                                                                              | 49,01                         | |
| 7. Okt. 1934  | Magdeburg Hbf–Köthen–Halle (Saale) Hbf                                                        | Magdeburg–Halle                                                                                     | 86,10                         | 1946 demontiert |
| 10. Mai 1935  | Augsburg Hbf–Donauwörth–Nürnberg Hbf (1) Reichelsdorf–Nürnberg-Eibach–Nürnberg Rbf (2)        | (1) Augsburg Hbf–Nördlingen, Donauwörth–Treuchtlingen, Treuchtlingen–Nürnberg Hbf (2) –             | (1) 134,56 (2) 6,71           | * bis Donauwörth (40,8 km) bereits seit 17. Dez. 1934 elektrisch. * Augsburg–Nürnberg erstmals auf dem Gebiet der RBD Nürnberg (60,41 km) * für Donauwörth–Nürnberg und Reichelsdorf–Nürnberg Rbf (Güterbahn) wird auch der 15. Mai genannt.                                                 |
| 1. Juni 1935  | Schönebeck (Elbe)–Schönebeck-Salzelmen                                                        | Schönebeck–Schönebeck-Salzelmen                                                                     | 3,00                          | 1946 demontiert |
| 15. Aug. 1935 | Nürnberg Hbf–Bw Nürnberg Hbf                                                                  | –                                                                                                   | 3,21                          | Zufahrtsgleis zum Bahnbetriebswerk |
| 18. Juni 1936 | (1) Freiburg (Breisgau) Hbf–Titisee–Neustadt (Schwarzw) (2) Titisee–Seebrugg                  | (1) Freiburg–Titisee(/ Seebrugg)–Neustadt (2) (Freiburg–) Titisee–Seebrugg                          | (1) 36,40 (2) 19,17           | * 20 kV 50 Hz * Umstellung auf 15 kV 16⅔ Hz am 29. Mai 1960 |
| 15. Dez. 1937 | Geislingen (Steige)–Geislingen-Altenstadt Erzbf                                               | Geislingen–Geislingen-Altenstadt                                                                    | 3,14                          | Elektrischer Betrieb eingestellt ? |
| 1. Okt. 1938  | München-Milbertshofen–Abzw Olching Ost–Olching Bahnhof                                        | München Ost–M.-Milbertshofen–Olching                                                                | 17,38                         | Güterbahn |
| 15. Okt. 1938 | Obermerzdorf – Krausendorf                                                                    | Merzdorf–Landeshut                                                                                  | 1,85                          | 1945 demontiert, Strecke ab 1945 polnisch |
| 15. Mai 1939  | (1) Nürnberg Hbf–Saalfeld (Saale) (2) Stuttgart-Zuffenhausen–Leonberg                         | (1) Nürnberg–Bamberg–Lichtenfels–Probstzella–Saalfeld (–Halle/Leipzig) (2) Stuttgart–Weil der Stadt | (1) 181,07 (2) 14,39          | * Nürnberg–Saalfeld: Bis Probstzella (Angabe 155,45 km bis zur Rbd-Grenze bei Falkenstein) bereits seit 15. April 1939 elektrisch; * Abschnitt Rbd-Grenze–Saalfeld 1946 demontiert. |
| 26. Aug. 1939 | (1) Nürnberg Hbf–Nürnberg-Dutzendteich–Nürnberg Rbf Einfahrt (2) Nürnberg Rbf–Fürth (Bay) Hbf | (1) Nürnberg Hbf–N.-Dutzendteich–N. Rbf–Fürth (2) Nürnberg Hbf–N.-Dutzendteich–N. Rbf–Fürth         | (1) 11,42 (2) 10,46           | * Güterbahnen * zwischen Nürnberg Hbf und Nürnberg-Dutzendteich Nutzung der Bahnstrecke Nürnberg–Regensburg * Alternatives Inbetriebnahmedatum: 22. August 1939. |
| 18. Dez. 1939 | Leonberg–Weil der Stadt                                                                       | Stuttgart–Weil der Stadt                                                                            | 11,29                         | |

## 1940er Jahre

### Weiterer Ausbau in den Kriegsjahren
Anders als im Ersten Weltkrieg wurde das Elektrifizierungsprogramm mit Ausbruch des Zweiten Weltkrieges nicht gestoppt, sondern schritt solange voran, wie es die Begleitumstände noch möglich machten. Schon zwei Jahre vor Vollendung der Verbindung zwischen dem bayerischen und dem mitteldeutschen Netz durch Schließen der letzten Lücke von Weißenfels über Großkorbetha bis Leipzig im November 1942 konnten die beiden 110-kV-Bahnstromnetze miteinander verbunden werden. Damit wurde der Energieaustausch zwischen dem Grundlast liefernden mitteldeutschen Kohlekraftwerk Muldenstein und den spitzenlastfähigen süddeutschen Wasserkraftwerken ermöglicht.
Erst in den letzten Kriegsjahren wurde die Elektrifizierung durch zunehmende Bombardements gestoppt, so konnte die 1944 fertiggestellte Fahrleitung zwischen Großkorbetha und Halle (Saale) durch die Luftangriffe auf Merseburg und die Leunawerke nicht mehr praktisch genutzt werden.
Bei Kriegsende waren in Süddeutschland 1800, in Mitteldeutschland fast fünfhundert, in Schlesien fast vierhundert, in Südbaden etwa hundert und in Österreich mit dem nach dem „Anschluss“ 1938 in die Reichsbahn integrierten Netz 650 Streckenkilometer mit Fahrleitungen überspannt.

### Entwicklung nach Kriegsende
Im Sommer 1945 wurden die elektrischen Anlagen in Schlesien abgebaut und zum Großteil als Reparationsleistung in die Sowjetunion verbracht. Bei den anderen Netzen führte der weit verbreitete Kohlenmangel zu einer raschen Wiederinbetriebnahme der elektrischen Zugbetriebe. Bereits am 28. April 1945 wurde in Nürnberg mit dem Wiederaufbau der Bahnanlagen begonnen und im November 1945 konnte zwischen München und der bayerischen Landesgrenze bei Probstzella wieder durchgängig elektrisch gefahren werden.
Auch in Mitteldeutschland wurde der elektrische Betrieb Schritt für Schritt wieder aufgenommen: Am 1. August 1945 wurden bis auf die Strecke Leutzsch–Leipzig Hbf und einige Güterzugstrecken wieder das gesamte Netz in der Rbd Halle elektrisch betrieben. Mit dem Abschluss der Arbeiten im Bahnhof Saalfeld (Saale) am 9. März 1946 schien wieder ein durchgängiger elektrischer Betrieb zwischen Mitteldeutschland und Bayern möglich. Ferner begann die Deutsche Reichsbahn mit der Elektrifizierung der Strecke Halle–Bitterfeld und einer sich anschließenden Fortsetzung in Richtung Berlin.
Mit dem Befehl Nr. 95 der Sowjetischen Militäradministration in Deutschland (SMAD) wurde jedoch ab dem 29. März 1946 der elektrische Betrieb eingestellt und die Fahrzeuge sowie die ortsfesten Anlagen beschlagnahmt. Der Abbau der Fahrleitungsanlagen erfolgte unter Zeitdruck und damit auf wenig schonende Weise. Beispielsweise brannte man die Masten, die zum überwiegenden Teil Einsetzmaste waren, über dem Fundament autogen ab. Das Material wurde so in großen Teilen unbrauchbar. Als Ersatz für die 79 Elektrolokomotiven wären 144 Dampflokomotiven nötig gewesen, tatsächlich standen jedoch nur 60 zur Verfügung. Damit verstärkte sich in der Sowjetischen Besatzungszone die ohnehin schon durch den Abbau der zweiten Gleise bedingte prekäre Lage.
Erst ab 1955 wurden – sieht man von der S-Bahn Berlin, der Schmalspurbahn Klingenthal–Sachsenberg-Georgenthal und den 1949/50 verstaatlichten Betrieben der Buckower und Schleizer Kleinbahn sowie der Oberweißbacher Bergbahn ab – wieder Bahnstrecken im Netz der Deutschen Reichsbahn elektrisch betrieben (siehe Chronik der Streckenelektrifizierung der Deutschen Reichsbahn im Gebiet der DDR).
In den westlichen Besatzungszonen konnten gegen Ende des Jahrzehntes hingegen bereits wieder erste Ansätze zur Ausweitung des elektrischen Betriebes beobachtet werden, so wurde im April 1948 mit der Elektrifizierung der fast hundert Kilometer langen Bahnstrecke Nürnberg–Regensburg begonnen, deren Eröffnung bereits in die Chronik der Streckenelektrifizierung der Deutschen Bundesbahn fällt.
| Datum         | Strecke zwischen den Bahnhöfen                   | Teil der Gesamtverbindung                             | Länge (km) | Anmerkungen                                                                             |
| ------------- | ------------------------------------------------ | ----------------------------------------------------- | ---------- | --------------------------------------------------------------------------------------- |
| 6. Okt. 1940  | Geislingen West–Eybtal                           | Geislingen–Geislingen-Altenstadt                      | 2,35       | Elektrischer Betrieb eingestellt 1947 bis 1956.                                         |
| 6. Okt. 1940  | Geislingen (Steige)–Eybtal                       | Geislingen–Geislingen-Altenstadt                      | 1,47       | Elektrischer Betrieb eingestellt 1947 bis 1956.                                         |
| 6. Okt. 1940  | Helfenstein–Eybtal (0,58 km)                     | Geislingen–Geislingen-Altenstadt                      | 0,58       | Elektrischer Betrieb eingestellt 1947 bis 1956.                                         |
| 15. Dez. 1940 | Saalfeld (Saale)–Rudolstadt                      | Großheringen–Saalfeld                                 | 10,2       | Datum nach Werner Usbeck (Präsident der RBD Halle). Einzeleröffnungen: 1946 demontiert. |
| 15. Feb. 1941 | Rudolstadt–Göschwitz                             | Großheringen–Saalfeld                                 | 32,2       | Datum nach Werner Usbeck (Präsident der RBD Halle). Einzeleröffnungen: 1946 demontiert. |
| 5. Mai 1941   | Göschwitz–Großheringen Abzweig                   | Großheringen–Saalfeld                                 | 32,1       | Datum nach Werner Usbeck (Präsident der RBD Halle). Einzeleröffnungen: 1946 demontiert. |
| 5. Mai 1941   | Großheringen Abzweig–Weißenfels                  | Halle–Bebra                                           | 25,0       | Datum nach Werner Usbeck (Präsident der RBD Halle). Einzeleröffnungen: 1946 demontiert. |
| 2. Nov. 1942  | Weißenfels–Großkorbetha                          | Halle–Bebra                                           | 8,2        | * Angabe nach Usbeck: 31. Okt. 1942. * 1946 demontiert.                                 |
| 2. Nov. 1942  | Großkorbetha–Leipzig Hbf                         | Leipzig–Großkorbetha                                  | 32,3       | * Angabe nach Usbeck: 31. Okt. 1942. * 1946 demontiert.                                 |
| 2. Nov. 1942  | Leipzig-Leutzsch–Leipzig-Wahren (2)              | Leipzig-Leutzsch–Leipzig-Wahren–Engelsdorf            | ?          | 1946 demontiert.                                                                        |
| 17. Feb. 1943 | Weißenfels–Abzweig Goseck (–Naumburg) [3. Gleis] | (Nürnberg–) Abzw Saaleck–Weißenfels–Halle (/ Leipzig) | ?          | 1946 demontiert                                                                         |
| 22. Mai 1943  | Leipzig-Leutzsch–Wiederitzsch                    | Leipzig-Leutzsch–Leipzig-Wahren–Engelsdorf            | ?          | 1946 demontiert                                                                         |
| 1. Juni 1943  | (Camburg–) Abzweig Großheringen Süd–Großheringen | Großheringen–Saalfeld                                 | ?          | 1946 demontiert                                                                         |
| 17. Apr. 1944 | Großkorbetha–Merseburg                           | Halle–Bebra                                           | ?          | 1946 demontiert                                                                         |
| 15. Juli 1944 | Nürnberg-Eibach–Abzw Hohe Marter                 | –                                                     | 1,23       | Verbindungsbahn                                                                         |
| vor 1946      | Merseburg–Halle (Saale) Hbf                      | Halle–Bebra                                           | ?          | 1946 demontiert                                                                         |